# Miss Rio Grande do Sul 2010
Miss Rio Grande do Sul 2010 foi a 56ª edição do tradicional e acirrado concurso estadual que define a melhor candidata gaúcha para que esta represente a cultura e a beleza do seu Estado no certame nacional de Miss Brasil 2010. O evento foi realizado no luxuoso Hotel Laje de Pedra, localizado na cidade de Canela e teve a participação de trinta municípios da região com suas respectivas candidatas. O concurso foi novamente organizado pelo missólogo Evandro Hazzy e teve como apresentadores os jornalistas Felipe Vieira e Renata Fan. Bruna Felisberto, vencedora de 2009 coroou sua sucessora ao título no fim da competição, que contou ainda com a presença da cantora Fernanda Porto. 

## Resultados

### Colocações
| Posição                 | Município e Candidata |
| Vencedora               | - Canoas - Bruna Jaroceski |
| 2º. Lugar               | - Teutônia - Gabriela Markus |
| 3º. Lugar               | - São Lourenço do Sul - Kênia Iost |
| 4º. Lugar               | - Uruguaiana - Priscila Machado |
| 5º. Lugar               | - Santa Maria - Rafaela Senna |
| (TOP 15) Semifinalistas | - Arroio do Tigre - Sancler Frantz - Gravataí - Daiane Fagundes - Lajeado - Melina Wiebusch - Novo Cabrais - Clara Shwarz - Passo Fundo - Maya Aloy - Porto Alegre - Raphaela Sirena - Roca Sales - Paula Helwanger - São Gabriel - Marcela Müller - Tramandaí - Nathália Gomes - Xangri-lá - Helena Tzovenos |

### Ordem dos Anúncios
| 1. Novos Cabrais 2. Xangri-lá 3. Porto Alegre 4. Uruguaiana 5. Santa Maria 6. Passo Fundo 7. Tramandaí 8. Gravataí 9. Roca Sales 10. São Gabriel 11. Lajeado 12. Teutônia 13. Canoas 14. São Lourenço do Sul 15. Arroio do Tigre | 1. Uruguaiana 2. São Lourenço do Sul 3. Teutônia 4. Canoas 5. Santa Maria |  |  |

## Jurados
Estiveram presentes na final televisionada:

### Final
| 1. Kelly Cordes, Consultora de Estilo; 2. Gigi Neves, Diretora de Mídia; 3. Sergio Zukov, Empresário; 4. Rafaela Zanella, Miss Brasil 2006; 5. Alexandre Dutra, Estilista; 6. Maria Thereza Druck, Empresária; 7. David Azulay, Estilista; | 1. Nayla Micherif, Miss Brasil 1997; 2. Atílio Manzoli Jr., Empresário; 3. Carmen Flores, Empresária; 4. Beatriz Dockhorn, Empresária; 5. Werner Arthur Muller Jr, Empresário; 6. Sérgio Brum, Diretor Operacional do Miss Brasil; 7. Fernanda Agnes, Miss Brasil Mundo 1997. |

### Seletiva
| 1. Jairo Jorge da Silva, Prefeito de Canoas; 2. Atílio Manzoli Jr., Empresário; 3. Juliano Vicente, Empresário; 4. Carmen Flores, Empresária; 5. Werner Artur Müller, Empresário; | 1. Lisiane Russo, Diretora Comercial da Band RS; 2. Rafaela Zanella, médica e Miss Brasil 2006; 3. Beatriz Dockhorn, Empresária; 4. Eugênio Silva, Empresário; 5. Lúcia Mattos, Jornalista. |

## Candidatas
Todas as aspirantes que competiram esse ano:
| - Arroio do Tigre - Sancler Frantz - Bagé - Tainá Dalé Del Duca - Cachoeira do Sul - Tainara Vargas - Canoas - Bruna Jaroceski - Caxias do Sul - Adriana Moroni - Estância Velha - Ingrid Roos - Esteio - Débora Maliuk Stamado - General Câmara - Cíntia Porto - Gravataí - Daiane Fagundes Inácio - Imbé - Monique Batista - Lajeado - Melina Wiebusch - Montenegro - Tainá Veigas - Novo Cabrais - Clara Maria Shwarz - Parobé - Dayanne Antunes - Passo Fundo - Maya Aloy | - Pelotas - Gabriele Rocha - Porto Alegre - Raphaela Sirena - Rio Grande - Juliana Quintana - Roca Sales - Paula Helwanger - Rosário do Sul - Franciele Costa - Santa Maria - Rafaela Senna - Santo Ângelo - Paula Böhn - São Gabriel - Marcela Müller - São Leopoldo - Caroline Alves - São Lourenço do Sul - Kênia Iost - Teutônia - Gabriela Markus - Tramandaí - Nathalia Gomes - Torres - Stefânia de Couto - Uruguaiana - Priscila Machado - Xangri-lá - Helena Tzovenos |

## Crossovers
| Miss Rio Grande do Sul - 2011: Uruguaiana - Priscila Machado (Vencedora) - (Representando o município de Farroupilha) - 2012: Teutônia - Gabriela Markus (Vencedora) - (Representando o município de Teutônia) Miss Brasil - 2011: Uruguaiana - Priscila Machado (Vencedora) - (Representando o Estado do Rio Grande do Sul) - 2012: Teutônia - Gabriela Markus (Vencedora) - (Representando o Estado do Rio Grande do Sul) Miss Mundo Brasil - 2011: Roca Sales - Paula Helwanger (Top 18) - (Representando o arquipélago de Ilha dos Marinheiros) - 2013: Arroio do Tigre - Sancler Frantz (Vencedora) - (Representando o arquipélago de Ilha dos Lobos) | Miss Universo - 2011: Uruguaiana - Priscila Machado (3º. Lugar) - (Representando o Brasil em São Paulo, Brasil) - 2012: Teutônia - Gabriela Markus (5º. Lugar) - (Representando o Brasil em Las Vegas, EUA) Miss Mundo - 2013: Arroio do Tigre - Sancler Frantz (5º. Lugar & Melhor Corpo) - (Representando o Brasil em Bali, Indonésia) Garota Verão - 2008: Porto Alegre - Raphaela Sirena (Vencedora) - (Representando o município de Porto Alegre) |